# میماساکا، اوکایاما
میماساکا در استان اوکایاما در کشور ژاپن واقع شده‌است  که دارای جمعیت ۳۱٬۵۵۰ نفر و مساحت ۴۲۹٫۱۹ کیلومتر مربع با تراکم جمعیت ۷۳٫۵  نفر در کیلومترمربع است و در تاریخ ۳۱ مارس ۲۰۰۵ به عنوان شهر شناخته شد.

## نگارخانه

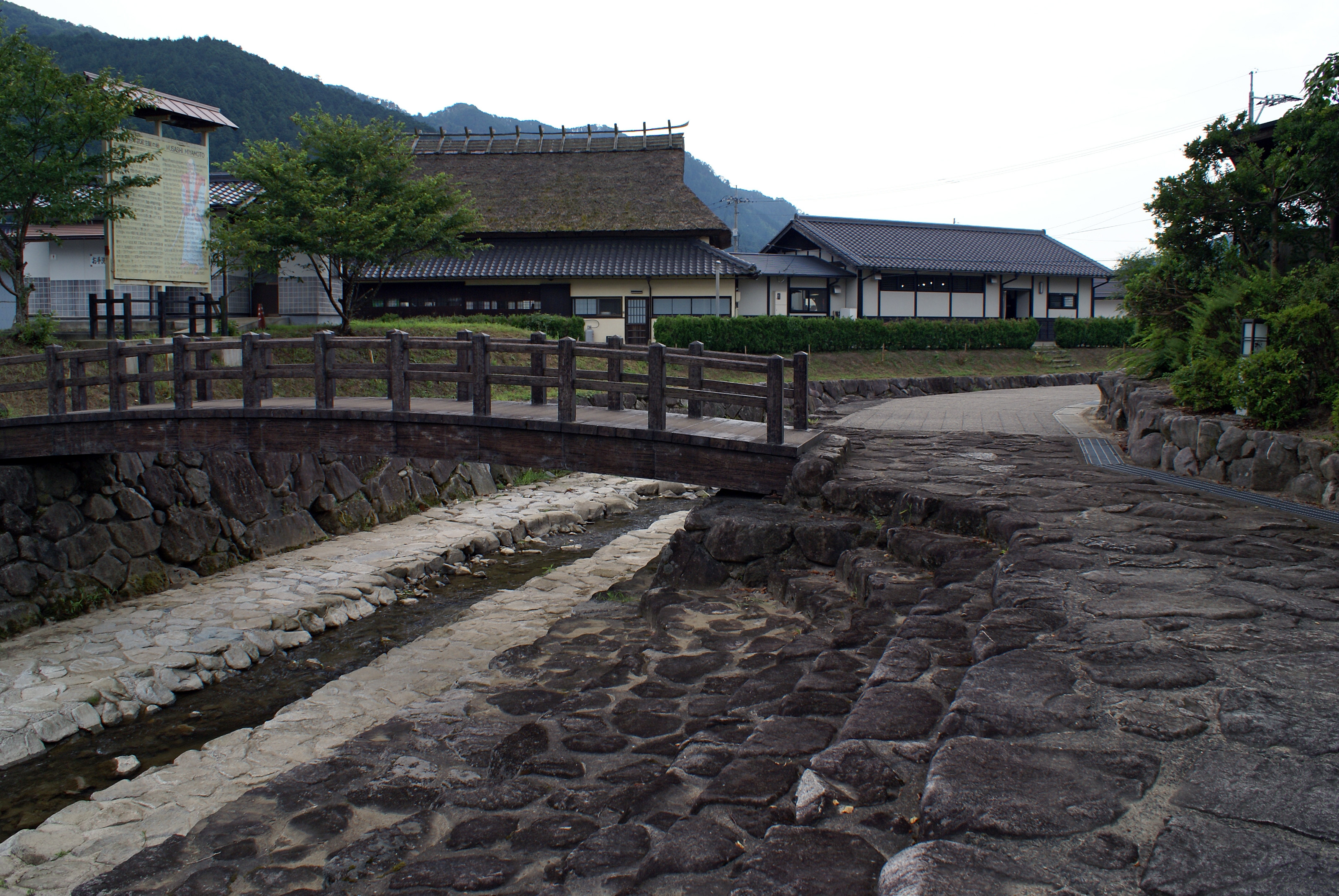
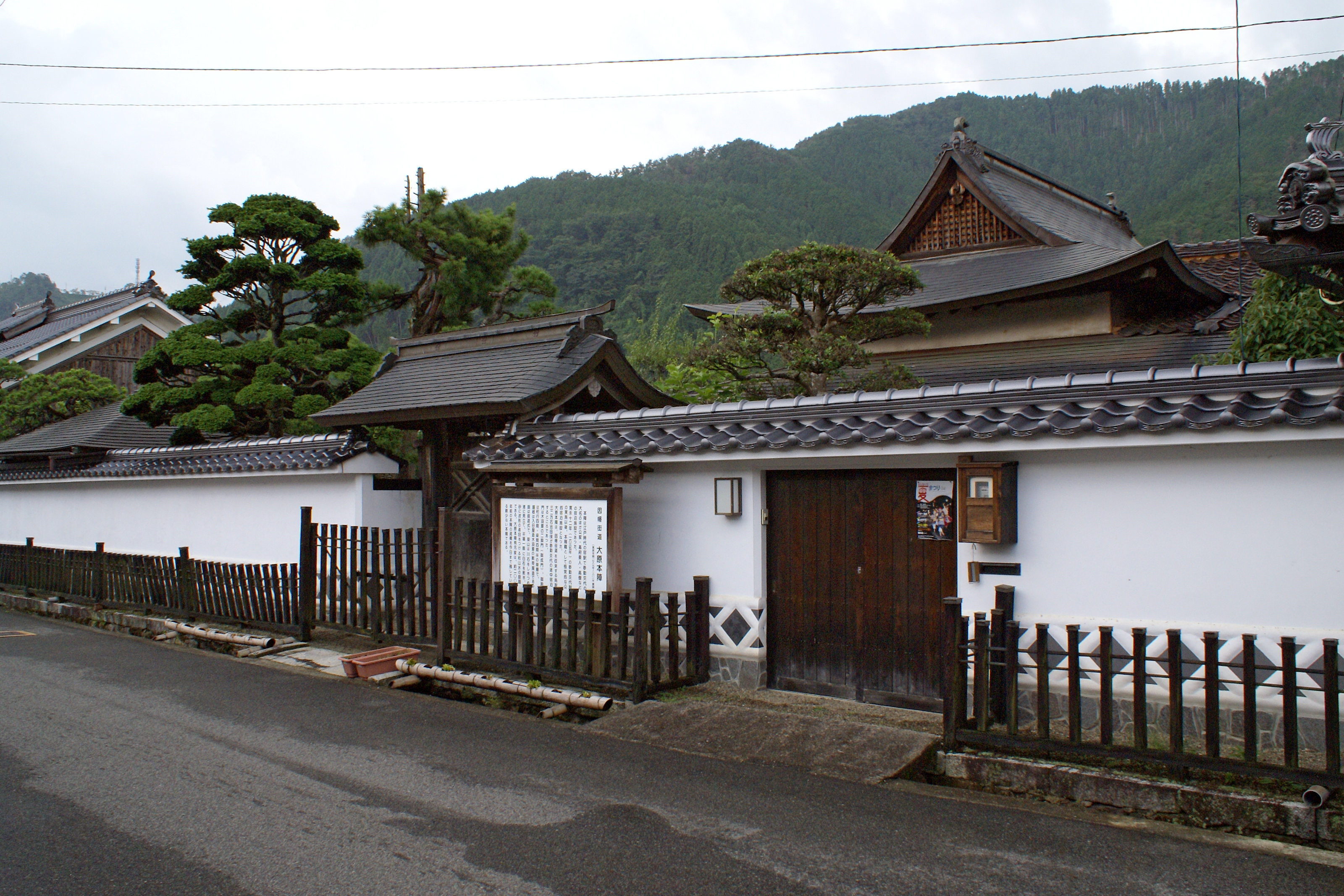
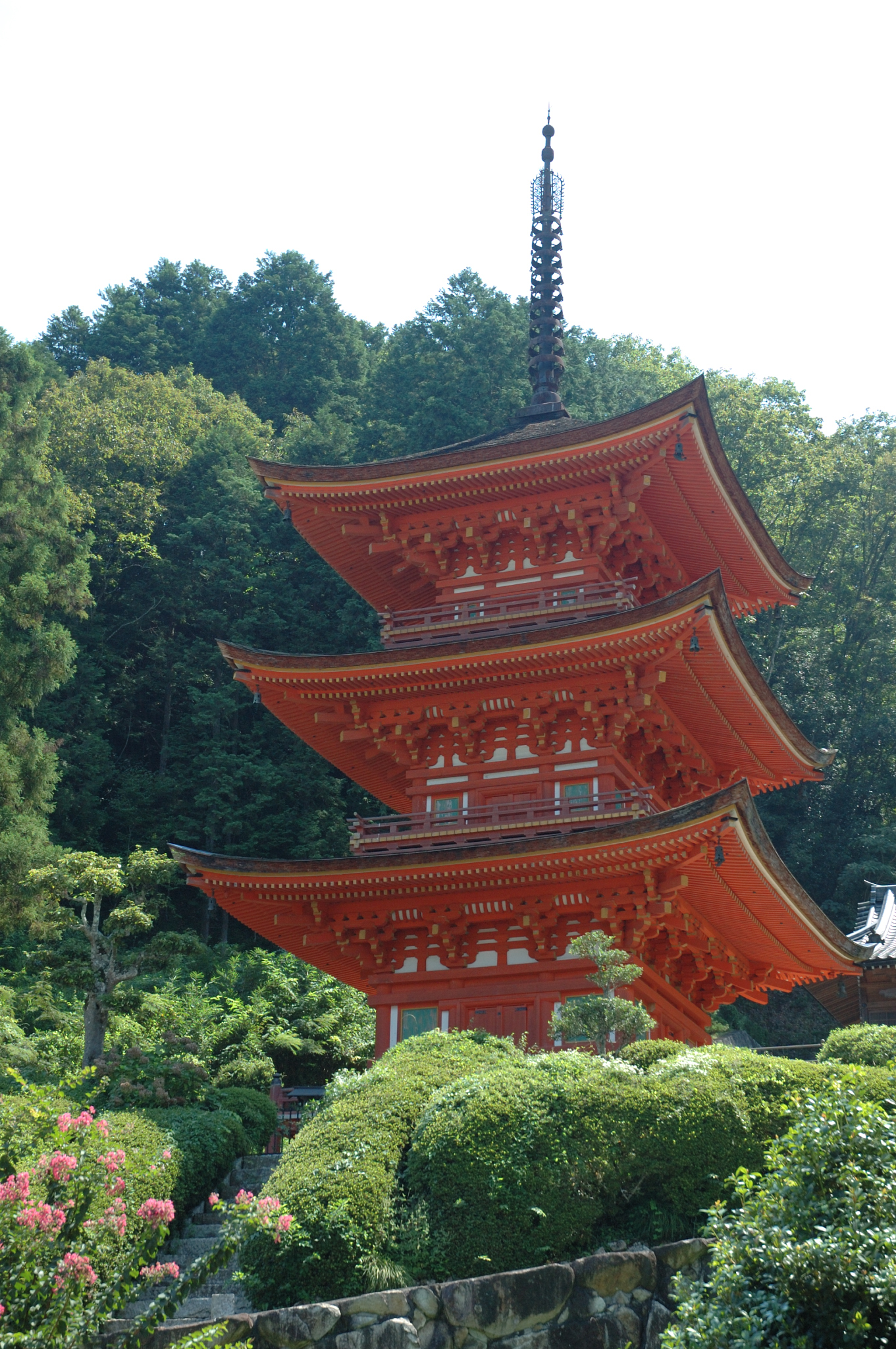